# Shakespeare and Company (llibreria)

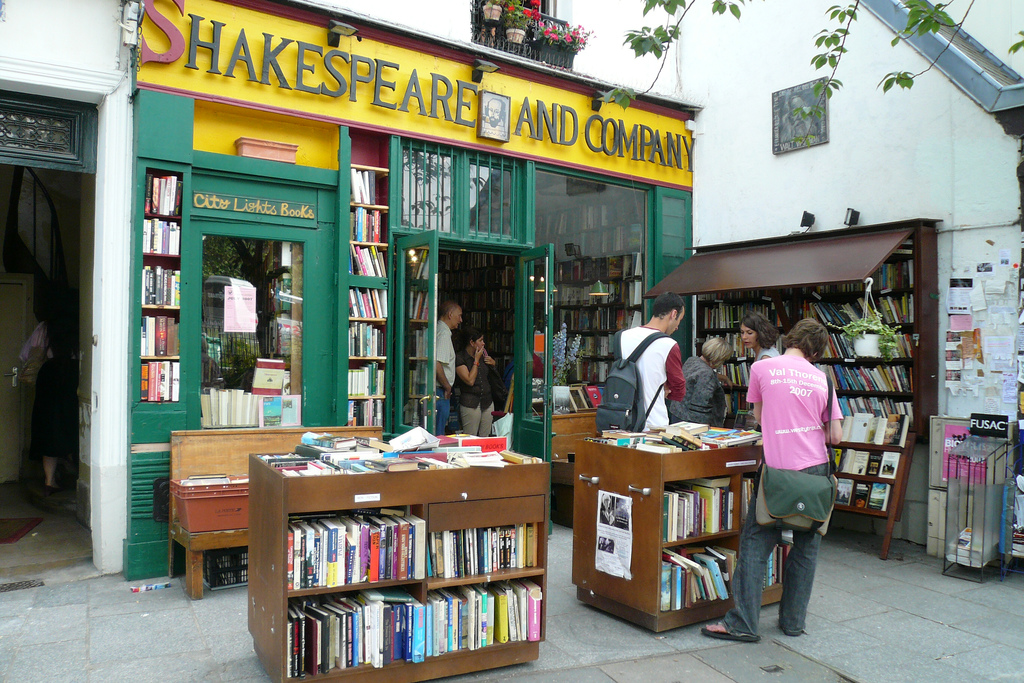
La llibreria Shakespeare and Company l'any 2007.

Shakespeare and Company és una llibreria independent situada al districte cinquè de la ciutat de París. Shakespeare and Company funciona a la vegada com a llibreria i com a biblioteca especialitzada en literatura anglosaxona. Es fundà el 19 de novembre del 1919. El primer pis serveix també de refugi per als viatgers, coneguts com a tumbleweeds, que s'hi poden allotjar a canvi d'algunes hores de treball al dia a la llibreria. El pis de baix disposa d'un wishing well, d'un pou dels desitjos al qual els visitants solen llançar monedes.

## Els anys de Sylvia Beach
La propietària més famosa de la llibreria fou Sylvia Beach, que regentava l'establiment, en el número 12 del carrer de l'Odéon, entre els anys 1919 i 1941 (l'establiment es troba actualment situat en el número 37 del carrer Bûcherie). Durant aquest període, se la considerà el centre de la cultura angloamericana de París. Sovint la visitaven autors pertanyents a la Generació perduda, com per exemple Ernest Hemingway, Ezra Pound, F. Scott Fitzgerald, Gertrude Stein i James Joyce. El contingut de la llibreria era considerat de gran qualitat i reflectia els gustos literaris de Sylvia Beach. A París era una festa, obra publicada pòstumament, Hemingway hi esmenta contínuament la llibreria Shakespeare and Company, així com tots els seus clients habituals. Els clients podien comprar o endur-se en préstec llibres, tals com el controvertit L'amant de Lady Chatterley de D. H. Lawrence, que havia estat prohibit a Anglaterra i als Estats Units.

### Ulisses
Sylvia Beach va ser la primera a publicar el llibre de James Joyce, Ulisses, l'any 1922. Posteriorment, el llibre es va prohibir als Estats Units i a Anglaterra. Shakespeare and Company va publicar diverses edicions més d'aquest llibre.

### Tancament

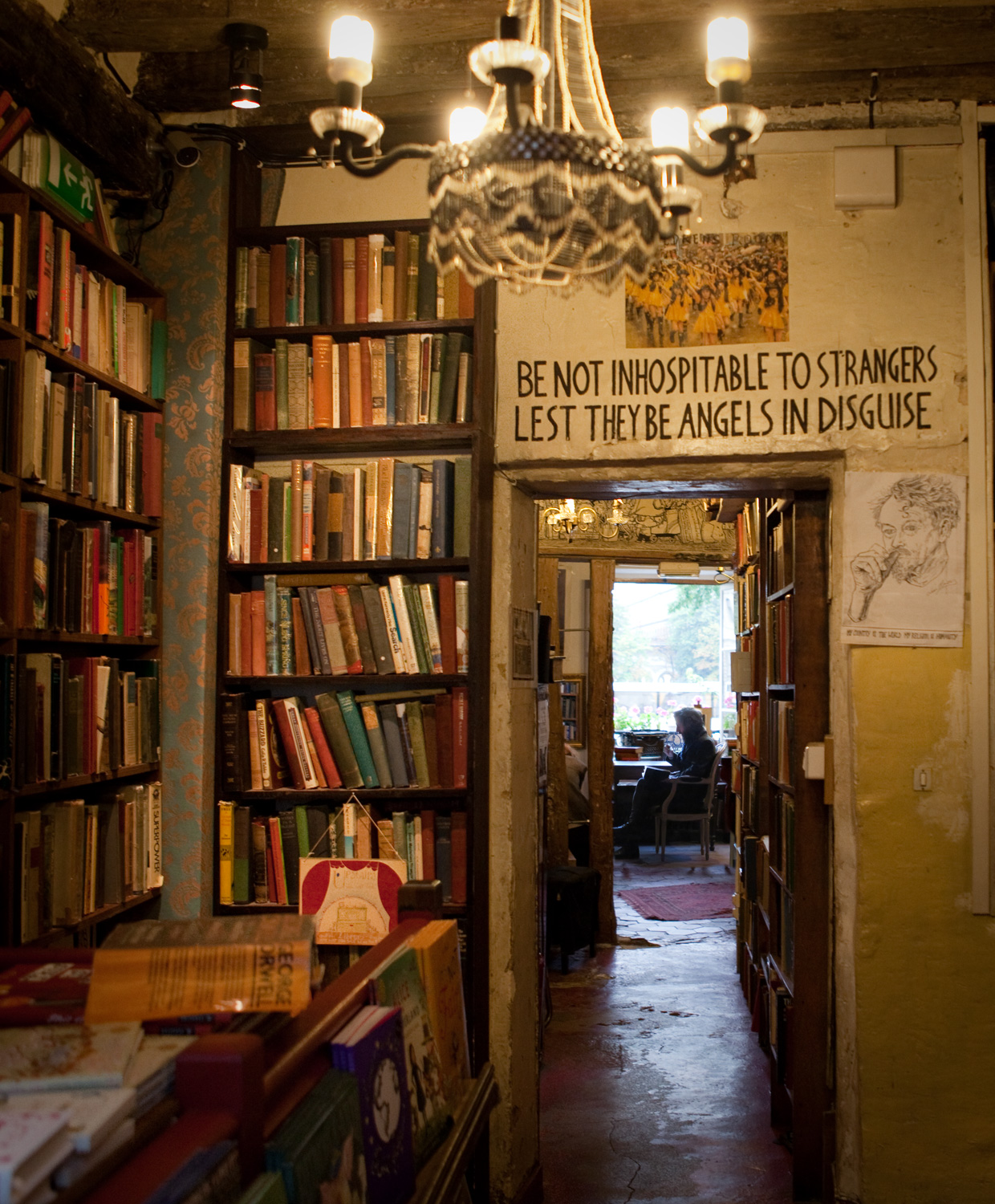
Vista de l'entrada de l'antiquari de Shakespeare and Company, a la nit (2011)

La primera seu de Shakespeare and Company va tancar el mes de desembre del 1941 a causa de l'ocupació de França per part de les potències de l'eix durant la Segona Guerra Mundial. S'explica que la llibreria va tancar perquè Sylvia Beach es va negar a vendre-li l'última còpia de Finnegans Wake de Joyce a un oficial alemany. La llibreria del carrer de l'Odéon no ha tornat a obrir.

## Els anys de George Whitman
L'any 1951, l'escriptor nord-americà George Whitman va obrir una altra llibreria anglosaxona a París, que portava per nom de «Le Mistral», en homenatge a la poetessa xilena Gabriela Mistral. Igual que la seva predecessora, la llibreria es va convertir en un dels centres de la cultura literària del moment. Quan Sylvia Beach va morir, es va fer un canvi de nom pel de Shakespeare and Company. En els anys 1950 molts escriptors de la generació beat com per exemple Allen Ginsberg, Lawrence Ferlinghetti, Gregory Cors i William Burroughs s'hi varen allotjar. La filla de Whitman, Sylvia, s'ocupa ara de l'establiment. Segueix instal·lada en el número 37 del carrer de la Bûcherie, prop de la plaça de Saint Michel i a dues passes del Sena i de la catedral de Notre-Dame.

## Publicacions
Diverses publicacions literàries han tingut la seva adreça editorial a la llibreria, incloent-hi la revista d'avantguarda Merlin, a qui s'atribueix haver descobert Samuel Beckett, sent el primer a publicar-lo en anglès. Entre els editors de la revista hi havia Richard Seaver, Christopher Logue i Alexander Trocchi. Jane Lougee era l'editora. Entre 1959 i 1964, Jean Fanchette va publicar Two Cities; els patrons de la revista incloïen Anaïs Nin i Lawrence Durrell, i va publicar, entre d'altres, Ted Hughes i Octavio Paz.
Entre 1978 i 1981, un grup d'expatriats americans i canadencs va publicar una revista literària de la biblioteca de dalt, anomenada Paris Voices. La revista va publicar joves escriptors com el poeta gal·lès Tony Curtis i el dramaturg i novel·lista irlandès Sebastian Barry. El redactor en cap va ser Kenneth R. Timmerman i l'equip editorial incloïa la canadenca Antanas Sileika. Altres publicacions que s'establiren a la llibreria inclouen la revista Frank, editada per David Applefield amb contribucions d'escriptors com Mavis Gallant i John Berger, i la pròpia revista de Whitman The Paris Magazine (o "The Poor Man's Paris Review", com ell l'anomenà), amb col·laboradors com Lawrence Ferlinghetti, Jean-Paul Sartre, Marguerite Duras, Pablo Neruda i, en una edició més recent, Lucy Sante, Michel Houellebecq i Rivka Galchen. El primer número va debutar el 1967, el més recent el 2010.
El 2016, la llibreria va publicar la seva pròpia història en un llibre titulat Shakespeare and Company, Paris: A History of the Rag & Bone Shop of the Heart, editat per Krista Halverson amb un pròleg de Jeanette Winterson i un epíleg de Sylvia Whitman. Altres col·laboradors del llibre són Ethan Hawke, Lawrence Ferlinghetti, Allen Ginsberg, Anaïs Nin, Robert Stone, Ian Rankin, Kate Tempest i Jim Morrison. El llibre presenta una adaptació il·lustrada de les memòries de Sylvia Beach. També inclou una selecció de les cartes i revistes de George Whitman escrites al llarg de les seves "aventures hobo" durant la Gran Depressió. L'amabilitat que va rebre de desconeguts al llarg del camí va inspirar l'ètica fundadora de la llibreria: "Doneu el que podeu; agafeu el que necessiteu".